# Ібрагімово (Кувандицький міський округ)
Ібрагі́мово (рос. Ибрагимово) — село у складі Кувандицького міського округу Оренбурзької області, Росія.

## Населення
Населення — 892 особи (2010; 1051 у 2002).
Національний склад (станом на 2002 рік):
- росіяни — 58 %
- башкири — 28 %